# Shake Your Body (Down to the Ground)
Shake Your Body (Down to the Ground) is een disco nummer van de Amerikaanse band The Jacksons, van hun album Destiny (1978), uitgebracht op 8 december 1978.
Vroeg in 1978 namen de broers een eerste demo op: Shake A Body. Deze demo staat op de eerste CD van de box-set Michael Jackson: The Ultimate Collection.
Het nummer presteerde goed in de hitlijsten, het was ook een grote hit in disco's en clubs.
Billboard Hot 100: #6 

Billboard Hot Soul Singles: #3
Shake Your Body (Down to the Ground) is wereldwijd meer dan 2.000.000 keer verkocht, waardoor het in de Verenigde Staten een dubbel-platina status kreeg.
In 1988 gebruikte de rapgroep Rob Base and DJ E-Z Rock de melodie van het nummer voor hun hit Get On The Dancefloor.

## Singles
7" Single
A. Shake Your Body (Down to the Ground) (Single Version) 

B. That's What You Get (For Being Polite)
Promo 7" Single - UK
A. Shake Your Body (Down to the Ground) (Single Version) 

B. All Night Dancin'
12" Single
A. Shake Your Body (Down to the Ground) (Special Disco Mix) 

B. That's What You Get (For Being Polite)
12" Single - US/Australia
A. Shake Your Body (Down to the Ground) (Special Disco Mix) 

B. Things I Do for You
12" Single - UK (Limited Edition)
A. Shake Your Body (Down to the Ground) (Special Disco Mix) 

B. All Night Dancin'

## NPO Radio 2 Top 2000
Shake Your Body (Down to the Ground) stond alleen in 2001 in de NPO Radio 2 Top 2000, op plek 1739.